# Climat des Hautes-Alpes
Le climat des Hautes-Alpes, dans la région Provence-Alpes-Côte d'Azur en France métropolitaine, est marqué par l'altitude, par l'écran au flux atlantique que procurent les massifs des Alpes du nord et par la relative proximité de la mer Méditerranée. Le département se situe dans les Alpes du sud et a un climat montagnard, caractérisé par une température qui va décroissant avec l'altitude, une nébulosité plus grande en été qu'en hiver, et des vents et précipitations qui sont fortement influencées par les lieux. Il est aussi marqué par les saisons climatologiques. Cependant, ce département est aussi marqué par une transition progressive du nord au sud vers le climat méditerranéen : le climat devient plus sec en été et les précipitations sont regroupées davantage sur l'automne et le printemps, bien que là encore l'altitude soit le facteur le plus important jouant sur le climat local. Certaines zones proches de la frontière franco-italienne sont sujettes au phénomène des « retours d'est » pour leurs précipitations.
Le relief des montagnes (sommets, vallons, vallées, plateaux...) et l'ensoleillement des lieux (versants adret ou ubac, etc.) ont aussi une forte influence sur le climat et créent des sortes de climats « locaux ».
Différentes études scientifiques permettent d'étudier les évolutions du climat et la météorologie alpine et locale, mais aussi d'en savoir plus sur les effets du changement climatique, y compris sur l'évolution des glaciers, de la flore et la faune locales,,.

## Généralités
Du fait de l'affaiblissement des perturbations atlantiques, le climat est relativement sec malgré l'altitude. L'influence méditerranéenne se fait sentir par un ensoleillement assez généreux. Par rapport à une grande partie de la France, une des caractéristiques du climat des Hautes Alpes, ce sont les écarts de température (continentalité). Les écarts de température saisonniers sont élevés mais surtout les écarts entre le jour et la nuit sont importants. Ceci est favorisé par un fort rayonnement nocturne et diurne dû à l'altitude, la faible nébulosité et la sécheresse de l'air. Il n’est pas rare, notamment en hiver, de profiter d’une belle journée ensoleillée à +9 °C, et de chuter à -1 °C dès la tombée de la nuit, pour finir à -8 °C le lendemain, au petit matin.
Le col du Lautaret et le col Bayard marquent des limites climatiques ; le premier sépare la haute vallée de la Romanche (qui appartient à l'Oisans, y compris en termes de climat) du Briançonnais ; le second sépare le Gapençais du Champsaur.

## Température des Hautes-Alpes
Plus l'altitude baisse et plus on descend vers le sud, plus les températures moyennes annuelles augmentent.
Elles sont comprises entre 0 °C et 3 °C pour les districts les plus froids (Queyras et Briançonnais), et plus de 9 °C pour le Laragnais. Cependant, les hivers restent rudes pour l’ensemble du département. Ainsi, dans la haute vallée de la Clarée, à Névache, les températures minimales des mois de janvier et février sont en moyenne inférieures à −10 °C.
Depuis 1900, la température moyenne des Hautes-Alpes a augmenté de 2 degrés, ce qui a déjà des impacts sur l'environnement et les activités humaines.

## Les précipitations
Grande disparité là aussi en fonction des districts, puisqu'elles sont inférieures à 900 mm par année dans le Laragnais et supérieures à 1300 mm dans le Dévoluy et le Champsaur-Valgaudemar.
De tout cela découle une période végétative (c'est-à-dire avec une température moyenne supérieure à 5 °C) qui s'étale de moins de 150 jours pour le Briançonnais et le Queyras à 260 jours pour le Laragnais.

## Unités climatiques des Hautes-Alpes
Le département peut être découpé en unités climatiques plus locales, qui correspondent globalement à ses vallées.

### Queyras
Le Queyras, situé à l'est du département, mais également aussi à l'est du massif des Écrins, est protégé des vents d'ouest par ce massif : il a ainsi un régime « sous le vent » qui l'abrite des perturbations venues de l'ouest des Alpes. Très ensoleillé, le Queyras est ainsi généralement peu arrosé (et la zone la moins arrosée des Hautes-Alpes) avec une pluviométrie faible malgré sa situation alpine : entre 700 et 800 mm d'eau en un an.
Toutefois, il est soumis une à deux fois par an au phénomène des « retours d'est », qui peut entraîner de fortes précipitations (pluvieuses ou neigeuses), notamment dans le haut Guil ou dans le secteur du Mont Viso, qui peuvent recevoir en 24 heures plus d'un mètre de neige.
Lorsque les retours d'est se produisent, le Queyras peut recevoir une grande quantité de neige ou de pluie, ce qui peut provoquer des crues importantes, comme en juin 1957 en association avec la fonte des neiges (la catastrophe du Queyras), ou en juin et octobre 2000,. Le phénomène peut n'amener que de fortes chutes de neige, comme en janvier 1978 et en décembre 2008,.